# Lodewijk III van Frankrijk

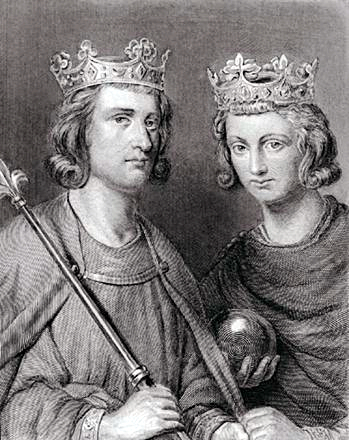
Lodewijk III en Karloman, een gefantaseerd 19e-eeuws portret

Lodewijk III (?, tussen 863 en 865 – Saint-Denis (bij Parijs), 5 augustus 882) was van 879 tot zijn dood in 882 de koning van Frankrijk, dat toen nog West-Francië werd genoemd. Hij was de oudste zoon van Lodewijk de Stamelaar en diens eerste vrouw, Ansgardis en hij volgde zijn vader op, samen met zijn jongere broer Karloman II. Zijn korte heerschappij werd gekenmerkt door militair succes.
Lodewijk werd geboren toen zijn vader koning van Aquitanië was en zijn grootvader, Karel de Kale, heerste over West-Francië. Er was twijfel aan de legitimiteit van Lodewijk en Karloman, omdat hun ouders in het geheim getrouwd waren en Ansgardis later verstoten was op Karels aandringen. Toen Karel de Kale (877) en Lodewijk de Stamelaar binnen twee jaar tijd overleden, pleitte een aantal edelen voor de verkiezing van de jongere Lodewijk als alleenheerser, maar een andere partij wilde liever dat de broers elk een deel van het land bestuurden. In september 879 werd Lodewijk gekroond te Ferrières-en-Gâtinais. In maart 880 verdeelden de broers hun vaders koninkrijk te Amiens: Lodewijk kreeg het noordelijke deel, dat Neustrië genoemd werd of simpelweg Francië.
Een van de meest betrouwbare luitenants van Karel de Kale, hertog Boso, had afstand gedaan van zijn trouw aan beide broers en werd verkozen tot koning van Provence. In de zomer van 880 trokken Karloman en Lodewijk ten strijde tegen hem en veroverden Mâcon en het noordelijke deel van Boso's rijk. Ze verenigden hun krachten met die van hun neef Karel de Dikke, die toen heerste over Duitsland en Italië, en belegerden zonder succes Vienne van augustus tot november. In 881 behaalde Lodewijk een gedenkwaardige overwinning op de Vikingpiraten, die sinds de regering van zijn grootvader de Franse landen hadden gekweld, bij de Slag bij Saucourt-en-Vimeu. Een anonieme dichter vierde deze heldendaad met een kort Oudhoogduits gedicht, bekend als het Ludwigslied, waarin hij de koning prees om zowel zijn dapperheid en zijn vroomheid. Dit vroege gedicht is een belangrijke primaire bron voor de geschiedenis van de late negende eeuw.
Lodewijk stierf op 5 augustus 882 te Saint-Denis in het midden van zijn rijk, doordat hij van zijn paard viel terwijl hij een meisje achterna zat. Omdat hij geen kinderen had, werd zijn broer Karloman de enige koning van Frankrijk. De overwinnaar van Saucourt werd begraven in het koninklijk mausoleum van de Kathedraal van Saint-Denis.

## Voorouders
| Voorouders van Lodewijk III van Frankrijk (863-882) | Voorouders van Lodewijk III van Frankrijk (863-882)                   | Voorouders van Lodewijk III van Frankrijk (863-882)                   | Voorouders van Lodewijk III van Frankrijk (863-882)                   | Voorouders van Lodewijk III van Frankrijk (863-882)                   | Voorouders van Lodewijk III van Frankrijk (863-882)                   | Voorouders van Lodewijk III van Frankrijk (863-882)                   | Voorouders van Lodewijk III van Frankrijk (863-882)                   | Voorouders van Lodewijk III van Frankrijk (863-882)                   |
| --------------------------------------------------- | --------------------------------------------------------------------- | --------------------------------------------------------------------- | --------------------------------------------------------------------- | --------------------------------------------------------------------- | --------------------------------------------------------------------- | --------------------------------------------------------------------- | --------------------------------------------------------------------- | --------------------------------------------------------------------- |
| Overgrootouders                                     | Lodewijk de Vrome (778-840) ∞ 819 Judith van Beieren (805-843)        | Lodewijk de Vrome (778-840) ∞ 819 Judith van Beieren (805-843)        | Odo van Orléans (780-834) ∞ Engeltrude van Parijs (-)                 | Odo van Orléans (780-834) ∞ Engeltrude van Parijs (-)                 | ? (–) ∞ ? (-)                                                         | ? (–) ∞ ? (-)                                                         | ? (-) ∞ ? (-)                                                         | ? (-) ∞ ? (-)                                                         |
| Grootouders                                         | Karel de Kale (823-877) ∞ 842 Ermentrudis van Orléans (830-869)       | Karel de Kale (823-877) ∞ 842 Ermentrudis van Orléans (830-869)       | Karel de Kale (823-877) ∞ 842 Ermentrudis van Orléans (830-869)       | Karel de Kale (823-877) ∞ 842 Ermentrudis van Orléans (830-869)       | Harduinis van Bourgondië (-) ∞ ? (-)                                  | Harduinis van Bourgondië (-) ∞ ? (-)                                  | Harduinis van Bourgondië (-) ∞ ? (-)                                  | Harduinis van Bourgondië (-) ∞ ? (-)                                  |
| Ouders                                              | Lodewijk de Stamelaar (846-879) ∞ 875 Ansgardis van Hiémois (826-882) | Lodewijk de Stamelaar (846-879) ∞ 875 Ansgardis van Hiémois (826-882) | Lodewijk de Stamelaar (846-879) ∞ 875 Ansgardis van Hiémois (826-882) | Lodewijk de Stamelaar (846-879) ∞ 875 Ansgardis van Hiémois (826-882) | Lodewijk de Stamelaar (846-879) ∞ 875 Ansgardis van Hiémois (826-882) | Lodewijk de Stamelaar (846-879) ∞ 875 Ansgardis van Hiémois (826-882) | Lodewijk de Stamelaar (846-879) ∞ 875 Ansgardis van Hiémois (826-882) | Lodewijk de Stamelaar (846-879) ∞ 875 Ansgardis van Hiémois (826-882) |